# Ропажский край
Ро́пажский край (латыш. Ropažu novads) — административно-территориальная единица в центре Латвии, в регионе Видземе. Край состоит из 3 волостей и города Вангажи. Административным центром края является крупное село Улброка. Граничит с Адажским, Сигулдским, Огрским, Саласпилсским краями и с городом Ригой.

## История
В 2005 году был образован Ропажский край, не имевший деления на волости. В ходе административно-территориальной реформы Латвии 2021 года, Ропажский край был преобразован в Ропажскую волость и с присоединением соседних Гаркалнского края, преобразованного в одноимённую волость, Стопинского края, преобразованного в одноимённую волость, а также города Вангажи из расформированного Инчукалнского края был сформирован новый укрупнённый Ропажский край. Площадь укрупнённого края составила 535,47 км².

## Население
На 2023 год население края составляло 37 538 человек.

## Территориальное деление
- город Вангажи (латыш. Vangažu pilsēta)
- Гаркалнская волость (латыш. Garkalnes pagasts)
- Ропажская волость (латыш. Ropažu pagasts)
- Стопиньская волость (латыш. Stopiņu pagasts)